# Józef Kulesza
Józef Kulesza (ur. 21 marca 1919 w Warszawie, zm. 30 kwietnia 1985 tamże) – polski ekonomista i polityk. Przewodniczący Komisji Planowania przy Radzie Ministrów (1968–1970), wiceprezes Rady Ministrów (1970–1971) oraz poseł na Sejm PRL II, III, IV i V kadencji.

## Życiorys
Syn Teofila i Anieli. Ukończył w 1955 studia w Instytucie Nauk Społecznych przy KC PZPR. W latach 1938–1939 był kancelistą w Frabryce Lilpopa w Warszawie. Następnie od 1940 do 1945 był robotnikiem w Zakładzie Oczyszczania Miasta w Warszawie, jednocześnie brał udział w tajnym nauczaniu. Po wojnie do 1949 był pracownikiem w Centralnym Zarządzie Przemysłu Metalowego. Do 1952 był zastępcą kierownika i kierownikiem wydziału ekonomicznego w Centralnej Radzie Związków Zawodowych, w latach 1955–1958 był sekretarzem w CRZZ, a do 1968 jej wiceprzewodniczącym.
W 1945 wstąpił do Polskiej Partii Robotniczej, a w 1948 do Polskiej Zjednoczonej Partii Robotniczej. Od 1959 do 1971 był członkiem Komitetu Centralnego PZPR.
W latach 1968–1970 przewodniczący Komisji Planowania przy Radzie Ministrów, następnie do 1971 wiceprezes Rady Ministrów. Od 1971 podsekretarz stanu w Ministerstwie Gospodarki Komunalnej (do 1972), Ministerstwie Gospodarki Terenowej i Ochrony Środowiska (1972–1975) oraz w Ministerstwie Administracji, Gospodarki Terenowej i Ochrony Środowiska (1976–1980). Pełnił mandat poselski na Sejm PRL II, III, IV i V kadencji. Podczas II kadencji (w latach 1957–1961) reprezentował okręg Bolesławiec, a następnie (1961–1972) okręg Jelenia Góra. W Sejmie III i IV kadencji przewodniczył Komisji Planu Gospodarczego, Budżetu i Finansów.
Pochowany na Cmentarzu Wojskowym na Powązkach (kwatera A31-tuje-3).

## Odznaczenia
- Order Sztandaru Pracy I klasy (1964)[2]
- Order Sztandaru Pracy II klasy
- Złoty Krzyż Zasługi
- Srebrny Krzyż Zasługi (1946)[3]
- Medal 10-lecia Polski Ludowej (1955)[4]
- Złoty Medal „Za zasługi dla obronności kraju” (1976)[5]
- Odznaka 1000-lecia Państwa Polskiego (1966)[6]
- Złota Honorowa Odznaka PTTK (1967)[7]
- Złota odznaka Związku Nauczycielstwa Polskiego (1966)[8]
- Odznaka honorowa „Zasłużonego Działacza Związku Zawodowego Pracowników Kultury i Sztuki” (1967)[9]
- Złote odznaczenie im. Janka Krasickiego (1968)[10]
- Medal „100-lecia sportu polskiego” (1968)[11]